# Bia Zaneratto
Beatriz Zaneratto João (Araraquara, 17 de dezembro de 1993), conhecida como Bia Zaneratto, é uma futebolista brasileira que atua como atacante ou meio-campista. Atualmente joga pelo Kansas City Current e eventualmente pela Seleção Brasileira.
Zaneratto, ou Imperatriz, como é chamada, é a maior artilheira da história do time feminino do Palmeiras. Contando com o retorno em 2019, jogando nas temporadas de 2020, 2021, 2022 e 2023, Bia marcou ao todo 50 gols pelo time alviverde.

## Carreira

### Início
Bia iniciou a carreira na Ferroviária, de Araraquara, depois passou por Santos, Bangu, Vitória das Tabocas, antes de se transferir para o futebol sul coreano em 2013.

### Hyundai Steel Red Angels
Bia ganhou destaque atuando no Hyundai Steel Red Angels da Coreia do Sul. Ficou sete anos no time coreano, conquistando sete títulos nacionais consecutivos.

### Wuhan Xinjiyuan e empréstimos ao Palmeiras
Em 2020 se transferiu para o Wuhan Xinjiyuan, da China, onde também foi campeã. Mas, após a paralisação das competições por causa da pandemia de COVID-19, foi emprestada ao Palmeiras.
Após um longo período longe do futebol brasileiro, Bia estreou pelo Palmeiras pelo Campeonato Brasileiro e marcou um dos cinco gols da goleada sobre o Cruzeiro, em Belo Horizonte.
Ainda em 2020, Bia participou e foi vencedora  do torneio benefícente feminino de E-Sports Copa GamHer, na qual as participantes competiam em partidas do jogo eletrônico de futebol FIFA 20. Essa foi a primeira participação e conquista de Zaneratto em um torneio de E-Sports. Defendendo a eSeleção brasileira feminina, Bia venceu a jogadora espanhola Sheila Garcia, na época atleta do clube espanhol Rayo Vallencano, pela final do torneio com o placar de 5 a 1, assim se sagrando campeã. A proposta do torneio era arrecadar fundos para o combate à pandemia do novo coronavírus.
"Muito feliz em representar a eSeleção! Desafio muito legal diante da Sheila García. Parabéns pela trajetória até aqui, é nítido o quanto vc se entrega na partida e trás emoção, foi um prazer jogar contigo. Um dia diferente e especial com vitória, dessa vez no game por 5 a 1", Escreveu Bia Zaneratto no Twitter.
Ao terminar o período de empréstimo, o Palmeiras conseguiu prorrogar a extensão da atleta por mais 30 dias. Terminando o prazo da extensão, Bia Zaneratto retornou para a China em julho para defender o Wuhan Xinjiyuan, o qual foi bicampeão.
Em 2021, Bia mais uma vez foi emprestada ao Palmeiras mas, após os Jogos Olímpicos Tóquio 2020 que ela disputou, seu contrato com o Palmeiras terminou e ela voltou para China, mesmo com uma grande campanha da torcida tentando conseguir sua permanência, inclusive com o uso da hashtag #FicaZaneratto nas redes sociais. Nesse período de apenas seis meses em que disputou o Brasileirão A1 2021, anotou 13 gols e deu 8 assistências com a camisa do Palmeiras.
Enquanto esteve no Palmeiras em 2021, foi a primeira jogadora na história do campeonato Brasileiro feminino a receber o prêmio de melhor jogadora do mês, que no caso foi entregue por conta de seu desempenho nos jogos do mês de maio.
Zaneratto foi vencedora nos prêmios "ESPN Bola de Prata Sportingbet 2021" e "Prêmio Brasileirão 2021" pelas categorias: Artilheira, melhor atacante, craque do Brasileirão e Bola de ouro e com isso levou todos os troféus possíveis dessas premiações.
Na primeira edição do "Troféu Nosso Palestra" do portal de notícias palmeirenses "Nosso Palestra" realizada em 30 de dezembro de 2021, Bia Zaneratto foi eleita vencedora na categoria "Melhor jogadora" concorrendo pelo prêmio com Bruna Calderan e Julia Bianchi.
Zaneratto terminou 2021 entre as onze melhores jogadoras sulamericanas do ano segundo a IFFHS, a Federação Internacional de História e Estatísticas do Futebol.

### Retorno ao Palmeiras
Com o fim de seu contrato com o Wuhan Xinjiyuan em dezembro de 2021, Bia ficou livre no mercado sendo disputada por Flamengo e Palmeiras, decidindo no fim fechar contrato com o Palmeiras por uma temporada. Esse acontecimento foi tratado pela diretoria do clube como um "Presente de Natal" para a torcida. Grande parte da volta de Zaneratto para o Palmeiras também se deu pela expressiva campanha da torcida nas redes sociais que pediram sua volta e usaram a hashtag #VoltaZaneratto para se organizar e ganhar mais força. No dia 27 de dezembro o clube oficializou a volta de Zaneratto com um vídeo especial em suas redes sociais.
“Estou muito motivada e feliz por retornar. Agradeço todo o carinho da torcida nas redes sociais. O meu objetivo é retornar ao Palmeiras e conquistar títulos junto às minhas companheiras”, declarou Bia Zaneratto.
Em 2021, foi homenageada pelo músico palmeirense Marlon Góes com a música "Hit da Bia Zaneratto" que exalta o estilo de jogo de Zaneratto e a trata como "Craque do Palmeiras".
Em 2022, Zaneratto esteve presente no elenco do Palmeiras que venceu o Campeonato Paulista de Futebol Feminino de 2022 e a Copa Libertadores da América de Futebol Feminino de 2022.
Na estreia do Palmeiras na Libertadores de 2023, Bia Zaneratto teve grande atuação, marcando um gol e dando duas assistências na goleada por 5–0 sobre o Barcelona de Guayaquil. Alcançou também a marca de 50 gols pelo clube.
Bia Zaneratto encerrou a sua passagem pelo Palmeiras no início de 2024 e partiu rumo ao Kansas City Current, dos Estados Unidos.

## Seleção Brasileira

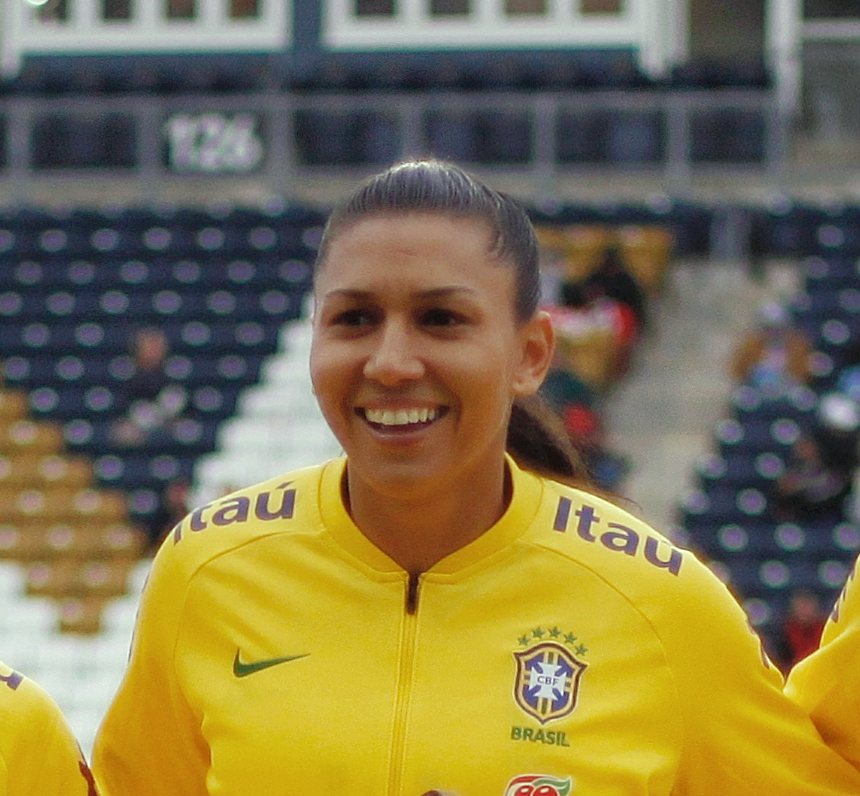
Bia jogando pela seleção em 2019

Beatriz fez parte do elenco da Seleção Brasileira de Futebol Feminino nas Olimpíadas de 2016 e nos  2020, e acabaria ausente do elenco de 2024 por uma fascite plantar. Também jogou quatro edições da Copa do Mundo de Futebol Feminino, marcando um gol em 2023.
Com a Seleção Brasileira, Bia foi campeã da Copa América Feminina de 2018 e 2022, e do Torneio Internacional de Yongchuan de 2017.

## Títulos
Santos
- Copa Libertadores da América: 2010
- Campeonato Paulista: 2010

Vitória das Tabocas
- Campeonato Pernambucano: 2011 e 2012

Incheon Hyundai
- WK League: 2013, 2014, 2015, 2016, 2017, 2018 e 2019

Wuhan Xinjiyuan
- Chinese Women's Super League: 2020 e 2021

Palmeiras
- Copa Libertadores da América: 2022
- Campeonato Paulista: 2022

Seleção Brasileira
- Copa América: 2018 e 2022[31]
- Torneio Internacional de Yongchuan: 2017

eSeleção Brasileira
- Copa GamHer: 2020[32]

## Prêmios individuais
- Jogadora do Mês do Brasileirão Feminino: maio de 2021[33]
- Bola de Ouro: 2021
- Bola de Prata Artilheira: 2021[34]
- Bola de Prata Melhor Atacante:2021[35] e 2022
- Prêmio Brasileirão Seleção do Campeonato: 2021[36]
- Prêmio Brasileirão Artilheira: 2021[36]
- Prêmio Brasileirão Craque do Campeonato: 2021[36]
- Troféu Nosso Palestra (2021): Melhor Jogadora

## Artilharias
- Brasileirão Feminino Neoenergia 2021 (13 gols)[36][37]
- WK League 2017 (24 gols)